# Europski demokratski studenti
Europski demokratski studenti, skraćeno EDS, paneuropska je studentska organizacija osnovana 1961. koja okuplja 1,6 milijuna studenata organiziranih u 39 članica demokršćanskog i konzervativnog usmjerenja iz 33 europske države.
EDS ima status službene studentske i alumni organizacije Europske pučke stranke (EPP), a unutar EPP-a raspravljaju i zastupaju pretežito paneuropske, obrazovne i studentske teme.
Hrvatska akademska zajednica jedina je članica iz Republike Hrvatske.